# Pełniejsza chata
Pełniejsza chata (ang. Fuller House) – amerykański serial komediowy; sequel popularnej na przełomie lat 80. i 90. Pełnej chaty. Serial realizuje telewizja internetowa Netflix, a jego premiera miała miejsce 26 lutego 2016 roku. Zaledwie kilka dni później stacja zapowiedziała realizację sezonu drugiego. Prace ruszyły w maju 2016, a premiera odbyła się 9 grudnia 2016, z jednoczesną zapowiedzią sezonu trzeciego w roku 2017. W czerwcu 2017 Netflix oznajmił, że osiemnastoodcinkowa seria trzecia zostanie podzielona na dwie części, z których pierwsza (9 odcinków) zadebiutuje 22 września 2017. Pod koniec października, Netflix oficjalnie poinformował, że czwarty sezon zadebiutuje 14 grudnia 2018. Pod koniec stycznia 2019, potwierdzona została produkcja piątego sezonu, który miał premierę 6 grudnia 2019 roku.
W polskiej wersji językowej serial wprowadzony był na Netflix równolegle z angielską. Dodatkowo 11 kwietnia 2020, swoją premierę miał on na kanale Comedy Central Polska.
Wbrew oczekiwaniom, w serialu nie pojawią się największe gwiazdy jego pierwowzoru; siostry Mary-Kate i Ashley Olsen. Zgodnie z zapowiedziami, sukces pierwszej serii nie wykluczał możliwości powstania kolejnych oraz udziału w nich Mary-Kate Olsen, która swoją nieobecność tłumaczyła innymi projektami w tym samym czasie. Ostatecznie, aktorka w kolejnych odcinkach jednak nie wystąpiła.
2 czerwca 2020 roku na platformie Netflix pojawił się pożegnalny sezon "Pełniejszej chaty", który otrzymał numer 5B.

## Fabuła
Główną bohaterką jest najstarsza z sióstr Tanner – niedawno owdowiała D.J. z trójką synów, której pomoc w ich wychowaniu oferują młodsza siostra Stephanie (początkująca piosenkarka) oraz przyjaciółka Kimmy Gibbler, która wprowadza się wraz z nastoletnią córką.

## Obsada
- Candace Cameron jako D.J. Tanner-Fuller.  Wdowa wychowująca trójkę dzieci: Jacksona, Maxa i Tommy'ego. Jej mąż wykonywał niebezpieczne prace jako strażak. Zamieszkała z siostrą Stephanie i najlepszą przyjaciółką Kimmy oraz jej córką. Związała się z Mattem, który się jej oświadczył, ale DJ zerwała zaręczyny, gdyż zakochała się w Steve, który akurat brał ślub, lecz porzucił narzeczoną. W  5 sezonie zobaczymy ślub Steve’a i DJ. (główna: sezon 1-5)
- Jodie Sweetin jako Stephanie Tanner.   Zamieszkała z DJ, Kimmy i ich dziećmi. Okazało się, że Stephanie nie może mieć dzieci. W 2 sezonie poznała młodszego brata Kimmy, Jimmy'ego, z którym zaczęła związek. Dowiedziała się w 3 sezonie, że ma szansę na dziecko dzięki surogatce. Kimmy urodziła jej i Jimmy'emu córeczkę w finale 4 sezonu. (główna: sezon 1-5)
- Andrea Barber jako Kimmy Gibbler. Była żona Fernando, z którym rozstała się przed rozpoczęciem serii. Postanowili spróbować ponownie w trakcie 1 sezonu. Mają córkę  Ramonę. Kimmy urodziła Stephanie córkę. (główna:sezon 1-5)
- Soni Nicole Bringas jako Ramona Gibbler. Córka Kimmy i Fernando. Uwielbia tańczyć. Przez jakiś czas spotykała się z Popko, kolegą Jacksona. Spotykała się również z  japońskim nastoletnim muzykiem, lecz zerwali z powodu przymusu związku na odległość. W 5 sezonie zakochała się w dostawcy jedzenia, z którym zaczęła się umawiać. (główna: sezon 1-5)
- Michael Campion jako Jackson Fuller.  Syn DJ i Tommy'ego Sr. a brat Maxa i Tommy'ego Jr. Spotykał się przez krótki czas z przyjaciółką Ramony Lolą, lecz zerwali. Później zaczął związek z Rocki, z którą również zerwał. Przez długi czas szukał czegoś, w czym jest dobry i znalazł to w 4 sezonie. Był to futbol. (główny:sezon 1-5)
- Elias Harger jako Max Fuller. Młody geniusz. Uwielbia szkołę i jest bardzo bystry tak jak jego dziadek. Chłopak Rose. (główny: sezon 1-5)
- Dashiell i Fox Messitt jako Tommy Fuller, Jr. Malutki syn Tommy'ego i DJ. Po tacie, którego nigdy nie poznał odziedziczył imię. (główny: sezon 1-5)
- Juan Pablo Di Pace jako Fernando Guerrero. Rajdowiec. Przed serią rozstał się z Kimmy, lecz wrócili do siebie w trakcie 1 sezonu. Boi się swojej matki. Mieszkał przez długi czas w sąsiednim domu (obok Kimmy) W piątym sezonie przechodzi na emeryturę jako rajdowiec lecz tęskni za jakąś pracą więc wraz ze Steve’em i Jimmym kupują restaurację wujka Monty'ego. (cykl:Pierwszy sezon; Główny:sezon 2-5)
  - Scott Weinger jako Steve Hale. Podolog. Licealny chłopak DJ. W 3 sezonie był bliski poślubienia CJ, lecz postanowił porzucić ją dla DJ, z którą zaczął się spotykać w finale sezonu. W 5 sezonie wraz z Fernando i Jimmym kupują restaurację wujka Monty'ego.(cykl.sezon 1; główny:sezon 2-5
  - Adam Hagenbuch jako Jimmy Gibbler, młodszy brat Kimmy i niezależny fotograf, który jest zaręczony ze Stephanie i ma z nią córkę (cykl: 2 sezon; główny: sezon 3–5)
- John Brotherton jako Matt Harmon. Współwłaściciel gabinetu weterynaryjnego który prowadzi wraz z DJ, z którą spotykał się w 2 oraz 3 sezonie. (cykl:Sezon 1 ;główny:sezon 2-5)
- Ashley Liao jako Lola. Najlepsza koleżanka Ramony Gibbler. Spotykała się z Jacksonem w 2 sezonie. (cykl:sezon 1,3,5; główna:sezon 2)

Oraz gościnnie: John Stamos (jako Jesse Katsopolis), Lori Loughlin (jako Becky Katsopolis), Dave Coulier (jako Joey Gladstone), Bob Saget (jako Danny Tanner), Blake i Dylan Tuomy-Wilhoit (jako Nicky i Alex Katsopolis) i inni.

## Lista odcinków

### Sezon 1
Premiera: 26 lutego 2016
| Nr odcinka | Tytuł oryginalny             | Tytuł polski za Netflixem           |
| ---------- | ---------------------------- | ----------------------------------- |
| 1          | Our Very First Show, Again   | Czas na nowy początek               |
| 2          | Moving Day                   | Wspólny dom                         |
| 3          | Funner House                 | Chata pełna zabawy                  |
| 4          | The Not-So Great Escape      | Plan (nie)doskonały                 |
| 5          | Mad Max                      | Mały Max                            |
| 6          | The Legend of El Explosivo   | Legendarny El Explosivo             |
| 7          | Ramona's Not-So-Epic Party   | Energetyczna impreza                |
| 8          | Secrets, Lies and Firetrucks | Sekrety, kłamstwa i wozy strażackie |
| 9          | War of the Roses             | Wojna róż                           |
| 10         | A Giant Leap                 | Nowy chłopak                        |
| 11         | Partnerships in the Night    | Wspólne interesy                    |
| 12         | Save the Dates               | Randki w różnych odcieniach         |
| 13         | Love Is in the Air           | Zakochani są wśród nas              |

### Sezon 2
Premiera: 9 grudnia 2016
| Nr odcinka | Tytuł oryginalny                   | Tytuł polski za Netflixem                        |
| ---------- | ---------------------------------- | ------------------------------------------------ |
| 1          | Welcome Back                       | Wracamy                                          |
| 2          | Mom Interference                   | Mama wkracza do akcji                            |
| 3          | Ramona's Not-So-Epic First Kiss    | Pierwszy zupełnie nielegendarny pocałunek Ramony |
| 4          | Curse of Tanner Mano               | Halloweenowe lamerstwo                           |
| 5          | Doggy Daddy                        | Psi tata                                         |
| 6          | Fuller Thanksgiving                | Święto Dziękczynienia u Fullerów                 |
| 7          | Girl Talk                          | Babskie gadanie                                  |
| 8          | A Tangled Web                      | Splątana sieć                                    |
| 9          | Glazed & Confused                  | Na planie                                        |
| 10         | New Kids in the House              | Urodziny z New Kids on the Block                 |
| 11         | DJ and Kimmy's High School Reunion | DJ i Kimmy na zjeździe absolwentów               |
| 12         | Nutcrackers                        | Dziadek do orzechów                              |
| 13         | Happy New Year Baby                | Szczęśliwego Nowego Roku, kochanie               |

## Nagrody

### People's Choice
2017
- Kryształowa Statuetka - Ulubiony specjalny serial komediowy

### Teen Choice
2017
- Teen Choice - Ulubiony serial komediowy
- Teen Choice - Ulubiona aktorka w serialu komediowym  Candace Cameron Bure

2016
- Teen Choice - Ulubiony serial komediowy
- Teen Choice - Ulubiona aktorka w serialu komediowym  Candace Cameron Bure

### Kids Choice
2019
- Sterowiec - Ulubiony serial komediowy

2017
- Sterowiec - Ulubiony familijny serial telewizyjny[15]